# Закон Вердоорна
Закон Вердоорна (правило или эффект Вердоорна, закон Калдора — Вердоорна) — более быстрый рост производства повышает производительность труда вследствие возрастающей отдачи.
Закон Вердоорна назван в честь голландского экономиста Петруса Йоханнса Вердоорна, который его выявил в 1949 году и количественно определил коэффициент в 0,5 (в долгосрочной перспективе изменения в объеме производства, скажем на 10 процентов, как правило, связан со среднем увеличением производительности труда на 4,5 %), а Николас Калдор рассчитал его на уровне 4,84 %, то есть 0,484.

## Экспортоориентированная модель экономического роста
Николас Калдор (1966) и Энтони Тирлвол (1979) разработали экспортоориентированную модель экономического роста, основанную на законе Вердоорна:
расширение экспортного сектора приводит к специализации в производстве экспортной продукции, которая повышает уровень производительности и навыков в экспортном секторе, что в свою очередь приводит к перераспределению ресурсов из менее эффективного неторгового сектора к более продуктивному экспортному сектору, и к снижению цен на продаваемые товары, и к более высокой конкурентоспособности, а значит и к увеличению экспорта и к росту производства.
Модель дополняется законом Тирлвола, который гласит, что темп роста не превышает соотношение темпа роста экспорта и эластичности спроса на импорт, то есть рост ограничен равновесием платежного баланса.
Н. Калдор дополнил закон Вердоорна:
темп прироста производительности в обрабатывающей промышленности зависит от темпа прироста спроса на её продукты. С помощью этого тезиса может быть предложена активная внешнеторговая политика.